# Coulombiers (Sarthe)
Coulombiers is een plaats en voormalige gemeente in het Franse departement Sarthe (regio Pays de la Loire) en telt 392 inwoners (2004). De plaats maakt deel uit van het arrondissement Mamers. Coulombiers is op 1 januari 2019 gefuseerd met de gemeenten Fresnay-sur-Sarthe en Saint-Germain-sur-Sarthe tot een nieuwe gemeente, eveneens geheten Fresnay-sur-Sarthe. 

## Geografie
De oppervlakte van Coulombiers bedraagt 12,6 km², de bevolkingsdichtheid is 31,1 inwoners per km².
De onderstaande kaart toont de ligging van Coulombiers (Sarthe) met de belangrijkste infrastructuur en aangrenzende gemeenten.

## Demografie
Onderstaande figuur toont het verloop van het inwonertal (bron: INSEE-tellingen).